# El Juncal (Tabasco)
El Juncal es una ranchería del municipio de Jalpa de Méndez ubicado en la subregión centro del estado mexicano de Tabasco.

## Geografía
La localidad de El Juncal se sitúa en las coordenadas geográficas 18°06′11″N 93°07′30″O / 18.103056, -93.125000, a una elevación de 7 metros sobre el nivel del mar.

## Demografía
Según el Conteo de Población y Vivienda 2020, efectuado por el Instituto Nacional de Estadística y Geografía, la localidad de El Juncal tiene 413 habitantes, de los cuales 202 son del sexo masculino y 211 del sexo femenino. Su tasa de fecundidad es de 2.23 hijos por mujer y tiene 105 viviendas particulares habitadas.
| Gráfica de evolución demográfica de El Juncal entre 1980 y 2020 |
|                                                                 |
| INEGI.                                                          |